# Jeanette Nolan
Jeanette Nolan (Los Angeles, 30 dicembre 1911 – Los Angeles, 5 giugno 1998) è stata un'attrice e doppiatrice statunitense.
È morta nel 1998, a 86 anni, per un ictus.

## Vita privata
Nel 1935 sposò l'attore John McIntire con il quale rimase fino alla morte di lui, avvenuta nel 1991, e dal quale ebbe due figli: Tim, anch'egli attore, e Holly, attrice per qualche anno e poi fotografa di successo.
Nel 1986, il figlio Tim morì all'età di 41 anni per insufficienza cardiaca congestiva provocata dall'abuso di alcol e droga.

## Filmografia parziale

### Cinema
- Macbeth, regia di Orson Welles (1948)
- Parole e musica (Words and Music), regia di Norman Taurog (1948)
- La tratta degli innocenti (Abandoned), regia di Joseph M. Newman (1949)
- Non siate tristi per me (No Sad Songs for Me), regia di Rudolph Maté (1950)
- Vagabondo a cavallo (Saddle Tramp), regia di Hugo Fregonese (1950)
- Il segreto del lago (The Secret of Convict Lake), regia di Michael Gordon (1951)
- Tempo felice (The Happy Time), regia di Richard Fleischer (1952)
- Il nodo del carnefice (Hangman's Knot), regia di Roy Huggins (1952)
- Il grande caldo (The Big Heath), regia di Fritz Lang (1953)
- I senza Dio (A Lawless Street), regia di Joseph H. Lewis (1955)
- La legge del capestro (Tribute to a Bad Man), regia di Robert Wise (1956)
- 7º Cavalleria (7th Cavalry), regia di Joseph H. Lewis (1957)
- Il marchio dell'odio (The Halliday Brand), regia di Joseph H. Lewis (1957)
- Il forte delle amazzoni (The Guns of Fort Petticoat), regia di George Marshall (1957)
- Il sole nel cuore (April Love), regia di Henry Levin (1957)
- Acque profonde (The Deep Six), regia di Rudolph Maté (1958)
- Eredità selvaggia (Wild Heritage), regia di Charles F. Haas (1958)
- La trappola del coniglio (The Rabbit Trap), regia di Philip Leacock (1959)
- Psyco, regia di Alfred Hitchcock (1960) - Voce
- Il grande impostore (The Great Impostor), regia di Robert Mulligan (1961)
- Cavalcarono insieme (Two Rode Together), regia di John Ford (1961)
- L'uomo che uccise Liberty Valance (The Man Who Shot Liberty Valance), regia di John Ford (1962)
- La notte del delitto (Twilight of Honor), regia di Boris Sagal (1963)
- Nodo scorsoio (My Blood Runs Cold), regia di William Conrad (1965)
- Lo strangolatore di Baltimora (Chamber of Horrors), regia di Hy Averback (1966)
- Le avventure di Bianca e Bernie (The Rescuers), regia di Wolfgang Reitherman, John Lounsbery e Art Stevens (1977) - (voce)
- Valanga (Avalanche), regia di Corey Allen (1978)
- Red e Toby nemiciamici (The Fox and the Hound) (1981) - voce
- L'assoluzione (True Confessions), regia di Ulu Grosbard (1981)
- L'uomo che sussurrava ai cavalli (The Horse Whisperer), regia di Robert Redford (1998)

### Televisione
- Crusader – serie TV, episodio 2x05 (1956)
- Crossroads – serie TV, episodio 1x28 (1956)
- Climax! – serie TV, episodio 3x46 (1957)
- Alfred Hitchcock presenta (Alfred Hitchcock Presents) – serie TV, 4 episodi (1957-1961)
- General Electric Theater – serie TV, episodio 6x29 (1958)
- The Court of Last Resort – serie TV, episodio 1x18 (1958)
- Have Gun - Will Travel – serie TV, 4 episodi (1958-1962)
- The Restless Gun – serie TV, episodio 2x25 (1959)
- The Rough Riders – serie TV, episodio 1x28 (1959)
- David Niven Show (The David Niven Show) – serie TV, episodio 1x13 (1959)
- Tales of Wells Fargo – serie TV, episodio 3x37 (1959)
- Peter Gunn – serie TV, episodio 1x31 (1959)
- Bourbon Street Beat – serie TV, episodio 1x04 (1959)
- Goodyear Theatre – serie TV, episodio 3x11 (1960)
- La valle dell'oro (Klondike) – serie TV, episodio 1x06 (1960)
- Ricercato vivo o morto (Wanted: Dead or Alive) – serie TV, episodio 3x14 (1960)
- Outlaws – serie TV, episodio 1x21 (1961)
- Avventure in paradiso (Adventures in Paradise) – serie TV, episodio 2x22 (1961)
- Thriller – serie TV, episodi 1x30-2x17 (1961-1962)
- Bus Stop – serie TV, episodio 1x21 (1962)
- Ben Casey – serie TV, episodio 1x32 (1962)
- Corruptors (Target: The Corruptors) – serie TV, episodio 1x29 (1962)
- Ai confini della realtà (The Twilight Zone) – serie TV, 2 episodi (1962-1963)
- G.E. True – serie TV, episodio 1x23 (1963)
- Going My Way – serie TV, episodio 1x26 (1963)
- Hawaiian Eye – serie TV, episodio 4x12 (1963)
- The Travels of Jaimie McPheeters – serie TV, episodio 1x01 (1963)
- Il virginiano (The Virginian) – serie TV, 26 episodi (1963-1970)
- L'ora di Hitchcock (The Alfred Hitchcock Hour) – serie TV, episodio 3x09 (1964)
- Slattery's People – serie TV, episodio 1x10 (1964)
- La legge di Burke (Burke's Law) – serie TV, episodio 3x14 (1965)
- Io e i miei tre figli (My Three Sons) – serie TV, episodi 6x10-7x14 (1965-1966)
- Le spie (I Spy) – serie TV, 2 episodi (1965-1966)
- A Man Called Shenandoah – serie TV, episodio 1x33 (1966)
- Gli invasori (The Invaders) – serie TV, episodio 7x01 (1968)
- Le strade di San Francisco (The Streets of San Francisco) – serie TV, episodio 2x12 (1973)
- Colombo (Columbo) – serie TV, episodi 2x08 -7x05 (1973-1978)
- Mork & Mindy – serie TV, episodio 1x04 (1978)
- Charlie's Angels – serie TV, episodio 3x14 (1979)
- L'incredibile Hulk (The Incredible Hulk) – serie TV, episodio 3x19 (1980)

## Doppiatrici italiane
- Franca Dominici ne Il segreto del lago, I senza Dio, Il forte delle amazzoni, 7º cavalleria, Acque profonde, Il grande impostore
- Wanda Tettoni ne L'uomo che uccise Liberty Valance, Nodo scorsoio, Hunter
- Tina Lattanzi in Macbeth, Il grande caldo
- Giovanna Scotto in Non siate tristi per me
- Lydia Simoneschi in Cavalcarono insieme
- Anna Miserocchi in Valanga
- Rosetta Calavetta in Charlie's Angels

Da doppiatrice è sostituita da:
- Liù Bosisio ne Le avventure di Bianca e Bernie
- Gabriella Genta in Red e Toby - Nemiciamici